# Centro oncológico nacional de Azerbaiyán
Centro oncológico nacional de Azerbaiyán (en azerbaiyano Milli Onkologiya Mərkəzi) - es la institución, que se ocupa de las investigaciones en la esfera de las enfermedades oncológicos, también del tratamiento oncológico. El centro está situado en Bakú. El director general del centro es Djamil Guliyev desde el año 1990.

## Historia
El base del centro fue sentado en 1941 por la creación del Instituto científico de las investigaciones estatal de Azerbaiyán por el orden del Consejo de los Comisarios Populares y Comisariado Popular de Salud de la RSS de Azerbaiyán del 10 de diciembre de 1940.  
En 1963 por la disposición del Ministerio de Salud de la RSS de Azerbaiyán el instituto fue denominado al Instituto científico y de investigaciones de radiología y oncología. En 1964 se puso en servicio dos edificios nuevos del instituto. En 1988 el instituto fue reorganizado, después del que ha sido denominarse “Centro científico de ocnología de República”.  Desde 1995 el centro médico se denomina el Centro oncológico nacional del Ministerio de Salud de la República de Azerbaiyán.
En 2006 fue creado el Complejo móvil de diagnóstico en la composición del Centro. El complejo consta de ecografía, radiografía, endoscopia, laboratorios y personal médico. El objetivo principal del complejo móvil es la detección temprana de las enfermedades oncológicos de la población de los regiones alejados del país.
En 2012 en el Centro oncológico nacional funciona el clínico oncológico infantil.

## Cooperación internacional
El centro oncológico nacional coopera con el Centro científico oncológico de Rusia, también está en relación con los instituciones médicos de esa esfera de Ucrania, Uzbekistán, otros países de CEI, Turquía, Inglaterra, Alemania, Estados Unidos, etc.
En el septiembre de 2012 el centro firmó un acuerdo sobre la cooperación con el Fondo de Salud de Bélgica. En 2013 firmó otro acuerdo sobre la cooperación con la Agencia del desarrollo de la cooperación internacional del Ministerio del Exterior de Israel.
En 2014 fue concluido el tratado con la firma americana “VarianMediсalSystems” sobre el suministro de la tecnología necesaria de radioterapia
En 2015 fue firmado un tratado sobre la cooperación con la compañía Orfit İndustries, que es el proveedor del equipamiento, garantizado el inmovilización  y alojamiento de los enfermos durante la radioterapia.  En este año también fue firmado el acuerdo sobre la cooperación multianual entre el Centro oncológico nacional de Azerbaiyán y el Centro oncológico de Anderson.
El centro es el miembro pleno de la Unión internacional de lucha contra el cancér.